# Bodajk
Bodajk [ˈbodɒjk] (deutsch Wudeck) ist eine Stadt in Ungarn. Bodajk hat etwa 4000 Einwohner und liegt im nordwestlichen Teil des Komitats Fejér. 

## Geographische Lage
Bodajk liegt etwa 70 km südwestlich von Budapest, am nordöstlichen Fuß der Gebirge Bakony, in dem, die Gebirge von Vértes trennenden Móri-Graben. Mit dem PKW kann man Bodajk von der Hauptstraße 81 aus erreichen. Am Bodajker Bahnhof hält die Bahnlinie, die von Székesfehérvár nach Komárom führt.

## Geschichte

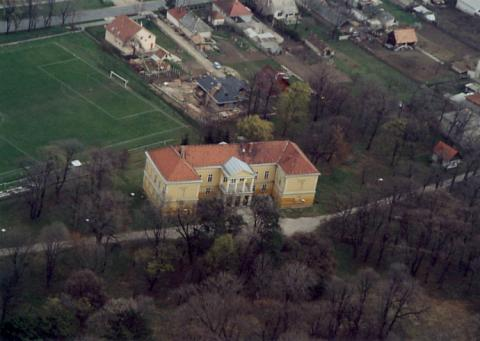
Schloss Bodajk

Die Gegend gilt seit der Steinzeit als bewohnt. Die erste schriftliche Erwähnung stammt aus dem Jahre 1193. Das Foto zeigt das im Jahre 1839 erbaute Schloss. Auf einem Hügel über der Siedlung befindet sich ein Kreuzweg aus dem Jahre 1736, der einen guten Ausblick auf die Umgebung bietet.
Bodajk ist einer der ältesten Maria-Gnadensorte in Ungarn. Einige Geschichtsschreiber meinen, dass ihre heilende Quelle schon im 19. Jahrhundert geehrt war. Nach der Legende waren hier Sankt Stefan, Sankt Imre, Sankt Gellért und Sankt László. Im Mittelalter war sie ein Königsbesitz, später gehörte sie den Krezrittet von Fehérvár, der Familie Rozgonyi und Nádasdy.
Nach dem Fall im Jahre 1543 kam sie unter Türkenherrschaft bis in das 18. Jahrhundert.
Östlich vom Kreuzweg befindet sich das im Jahre 1839 gebaute klassizistische Hochburg-Lamberg Schloss.

## Sehenswürdigkeiten
- Kapuzinerkloster
- Kreuzweg
- Skipiste
- Seebad
- Wassermühle
- Gaja-Bach
- Rentnerhaus
- Hochburg-Lamberg Schloss

## Städtepartnerschaften
Seit 1992 besteht eine Städtepartnerschaft mit der hessischen Stadt Rödermark.